# Арсам II
Арсам II — царь Софены во второй половине III века до н. э.

Об Арсаме II известно из его очень немногочисленных обнаруженных монет. Также об Арсаме, сыне Арсама, говорится в посвятительной надписи царя Коммагены Антиоха I Коммагенского. Арсам II правил с 228 до предположительно 220 года до н. э. По мнению В. Чериковера, именно Арсам II оказал поддержку Селевкиду Антиоху Гиераксу во время борьбы того с братом Селевком II Калинником. Об этом эпизоде рассказывается у Полиена. С. В. Обухов усомнился в правильности подхода В. Чериковера и также отметил, что речь в данном случае идёт об Арсаме I и что именно Арсам I, а не Арсам II, основал и Арсамею-на-Евфрате. Между тем, М. Шоттки посчитал, что последним софенским царём, указанным в коммагенских надписях, является Арсам I.